# The Belle of New York

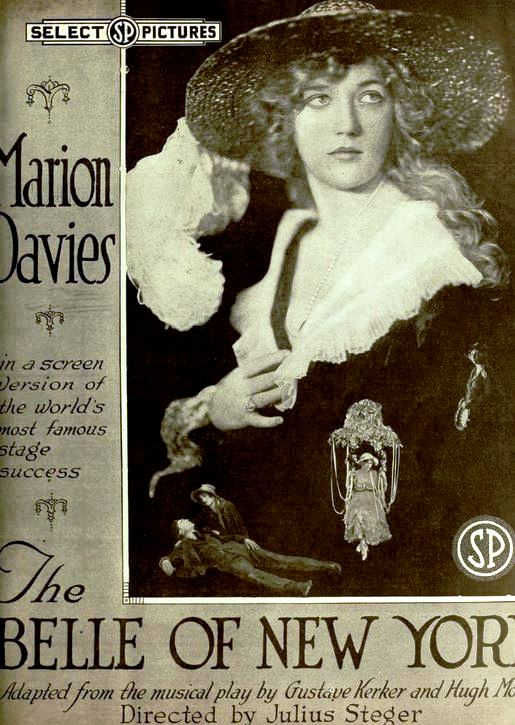
Publicité pour le film dans Moving Picture World en mars 1919

The Belle of New York est un film américain réalisé par Julius Steger et sorti en 1919.

## Fiche technique
- Réalisation : Julius Steger
- Scénario : d'après la comédie musicale The Belle of New York de Hugh Morton et Gustave Kerker
- Production : Marion Davies
- Distribution :  Select Pictures
- Musique : Max Winkler
- Durée : 50 minutes (5 bobines)[1]
- Date de sortie: 
  - États-Unis : 27 mars 1919

## Distribution

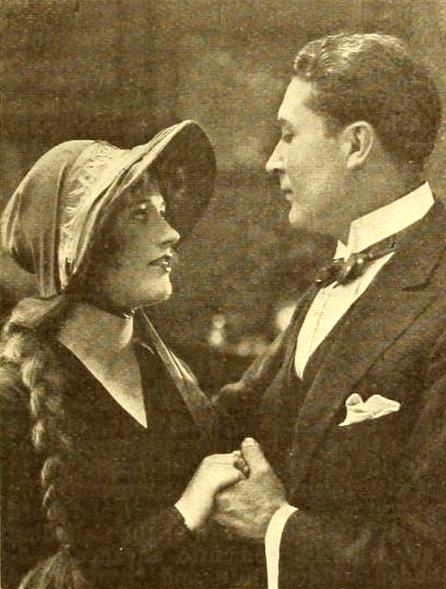
Marion Davies et Raymond Bloomer.

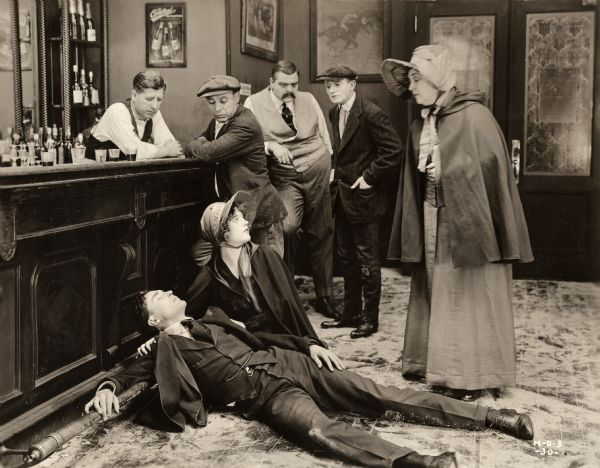
Un scène du film

- Marion Davies : Violet Gray
- Etienne Girardot
- L. Rogers Lytton (en) : Amos Gray
- Franklyn Hanna
- Raymond Bloomer : Jack Bronson